# سارة ويليس
سارة ويليس (بالإنجليزية: Sarah Willis)‏ هي كاتِبة أمريكية، ولدت في 10 أبريل 1954 في كليفلاند هايتس في الولايات المتحدة.

## وصلات خارجية
- سارة ويليس على موقع IMDb (الإنجليزية)
- سارة ويليس على موقع قاعدة بيانات الفيلم (الإنجليزية)